# Youssef El Kachati
Youssef El Kachati (* 9. November 1999 in Leiden, Niederlande) ist ein marokkanisch-niederländischer Fußballspieler.
Er spielt auf der Position des Mittelstürmers und steht zurzeit beim Zweitligisten Telstar 1963 unter Vertrag. El Katchati ist marokkanisch-niederländischer Doppelstaatsbürger und war marokkanischer U23-Nationalspieler.

## Karriere

### Verein
Youssef El Kachati wurde in Leiden in der Provinz Zuid-Holland, etwa 20 Kilometer von Den Haag und rund 40 Kilometer von Rotterdam entfernt, geboren und spielte für VV Noordwijk, bevor er in die Jugend von Sparta Rotterdam wechselte. Am 14. Oktober 2018 gab er im Alter von 18 Jahren beim 3:0-Sieg im Zweitligaspiel gegen den SC Cambuur sein Profidebüt. Sparta setzte sich im Halbfinale der Play-offs gegen Oss durch und nachdem sie sich gegen BV De Graafschap im Finale durchgesetzt hatten, war der (Wieder-)Aufstieg in die Eredivisie perfekt. El Kachati stand dabei in den Play-offs nicht im Kader. Seinen einzigen Einsatz in der höchsten niederländischen Spielklasse hatte er am 25. Januar 2020 beim 1:1-Unentschieden gegen Fortuna Sittard. Im März 2020 wurde der Vertrag aufgelöst.
Youssef El Kachati kehrte dann zur Saison 2020/21 zum VV Noordwijk zurück und spielte mit ihnen in der dritten Liga, verließ den Verein aber nach nur einem Jahr wieder. Ihn zog es zur zweiten Mannschaft des belgischen Vereins KVC Westerlo, doch nach nur einem halben Jahr folgte die Rückkehr in den niederländischen Fußball, wo er beim Drittligisten K.v.v. Quick Boys unterkam und in 18 Spielen sechs Tore schoss. In der darauffolgenden Spielzeit gelang El Kachati der Durchbruch, als er – auf verschiedenen Positionen eingesetzt – in allen 34 Spielen zum Einsatz kam und dabei 24 Tore schoss. Er empfahl sich für einen Vertrag beim Zweitligisten Telstar 1963. Youssef El Kachati hatte in seinem ersten Jahr nicht immer gespielt, dennoch gehörte er zu den Stammspielern und wurde zunächst als Mittelstürmer, später als rechter Außenstürmer eingesetzt, dabei schoss er in 22 Spielen sechs Tore und gab drei Vorlagen.

### Nationalmannschaft
Youssef El Katchati war U23-Nationalspieler Marokkos. Er ist noch für die Nationalmannschaft der Niederlande spielberechtigt.